# Heinrich Jung
Heinrich Jung (alemany: Heinrich Wilhelm Ewald Jung)  (Essen, 4 de maig de 1876 - Halle, 12 de març de 1953) va ser un matemàtic alemany.

## Vida i obra
Jung va estudiar matemàtiques, física i química a les universitats de Berlín i de Marburg, obtenint el doctorat en aquesta última el 1899 sota la direcció de Friedrich Schottky. Els anys següents va ser professor ajudant a Marburg fins al 1908 en que va ser nomenat professor de la Oberrealschule d'Hamburg. El 1913 va ser nomenat professor de la universitat de Kiel, en la qual va romandre fins al 1918, excepte un breu període de militar a la Primera Guerra Mundial. Després de dos anys a la universitat de Dorpat, va ser nomenat catedràtic el 1920 de la universitat de Halle, substituint Albert Wangerin per la seva jubilació. Va romandre a Halle fins que es va retirar el 1948, tot i que va continuar donant classes fins al 1951.
Jung va publicar una seixantena d'obres entre llibres i articles científics que tracten, principalment de la teoria aritmètica de les funcions algebraiques de dues variables i de les funcions theta. És recordat sobre tot pel teorema que porta el seu nom, sobre el límit superior del radi d'un subconjunt de {\displaystyle \mathbb {R} ^{3}}. També te altres treballs importants sobre la factorització d'automorfismes.
Durant l'època nazi va ser membre de diverses associacions nazis com la Nationalsozialistischen Volkswohlfahrt (NSV), la Nationalsozialistischen Deutschen Dozentenbund (NSDDB) i la Nationalsozialistischen Altherrenbund.